# Юютсу
Юю́тсу (санскр. युयुत्सू «жаждущий сразиться») — герой древнеиндийского эпоса «Махабхарата», сын царя Дхритараштры от служанки и сводный брат Кауравов — ста сыновей Дхритараштры и царицы Гандхари. «Когда Гандхари мучилась от своего всё увеличивающегося живота, могучерукому Дхритараштре прислуживала девушка из варны вайшьев. В том же году у Дхритараштры от неё родился достославный и мудрый Юютсу». Юютсу старше Дурьодханы и остальных сыновей Гандхари. В распре Пандавов и Кауравов Юютсу всё время принимал сторону Пандавов, предупреждая их о кознях своих братьев. Юютсу был в числе тех, кто осуждал роковую игру в кости, которая привела к Битве на Курукшетре. До начала битвы перед строем двух армий царь Пандавов Юдхиштхира пригласил всех желающих перейти на сторону Пандавов. Тут же отозвался Юютсу, и был с почётом принят в лагерь Пандавов Юдхиштхирой и Кришной. Юдхиштхира при этом пророчески заявил, что Юютсу единственный из сыновей Дхритараштры выживет в битве и продолжит род. Юютсу сражался насмерть со своими братьями. так же, как брат Пандавов Карна сражался на стороне Кауравов. Этой уникальной для героического эпоса рокировке посвящена глава в исследовании о Карне. Юютсу был старшим из сыновей Дхритараштры. Возможно, именно старшинство мудрого и доблестного сына вайшьи вызывало неприязнь к нему принцев-Кауравов и провоцировало его переход на сторону Пандавов. Говоря о Юютсу на Курукшетре, сказание, во-первых, неизменно подчёркивает его доблесть и мощь, во-вторых, напоминает, что он сражается на стороне Пандавов.
Когда на восемнадцатый день битвы все сторонники Кауравов в панике бежали из военного лагеря в столицу, Юютсу мучился раскаянием, почувствовав себя предателем: «Погибли все Кауравы, бывшие под предводительством Бхишмы и Дроны! Один только я случайно уцелел благодаря вмешательству судьбы». Юютсу был щедро награждён за верность Пандавам, занимая ответственные должности в Хастинапуре. Когда Юдхиштхира говорит о своём намерении удалиться в лес, он предлагает Дхритараштре: «Да будет царём Юютсу, твой родной сын». Всё же Юдхиштхира правит ещё на протяжении двадцати лет. Всё это время Юютсу является доверенным лицом Юдхиштхиры и важным чиновником. Если Пандавы отлучались, охранять столицу оставался Юютсу. После долгого правления царь Юдхиштхира устремил свои помыслы к уходу из этого мира. Затем, повелев привести Юютсу, Юдхиштхира передал всю полноту власти этому сыну вайшьи: власть по справедливости должна перейти к старшему из наследников, каковым и являлся Юютсу. Юютсу принял сторону Пандавов, выступив против своих братьев, так же, как и Карна, который сражался против своих братьев Пандавов на стороне Кауравов. При этом Юютсу, присоединившийся к благородным и победоносным героям, в отличие от Карны за свой выбор был вознаграждён.